# Cmentarz Krčski
Cmentarz Krčski (cz. Krčský hřbitov) – cmentarz położony w stolicy Czech w dzielnicy Praga 4 (Krč) przy ulicy Krčskiej 108/81.

## Historia
Nekropolia powstała w połowie XIX wieku, gdy na cmentarzu przy kościele Najświętszej Maryi Panny w ówczesnej wsi Michle zabrakło nowych miejsc grzebalnych. Z tego powodu pierwsza droga wytyczona na nowy cmentarz biegła spod kościoła. Cmentarz Krčski ma kształt prostokąta zorientowanego w kierunku północ-południe, który ograniczają ulice Krčská, Ke Strži i Olbrachtova, miejsce to jest nazywane Zielonym Lisem. 
W 1918 w południowo-wschodniej części cmentarza powstały kwatery wojenne, które zostały zniwelowane pod koniec lat 50. XX wieku. Za nimi ulokowane były groby ofiar rewolucji majowej z 1945, obecnie również nieistniejące, znajdująca się tu wcześniej tablica pamiątkowa jest umieszczona na budynku administracyjnym przy wejściu głównym. W południowo-zachodniej części był cmentarz dla więźniów zmarłych w więzieniu Pankrác, miał on oddzielne wejście od ulicy Ke Strži, w latach 30. XX wieku został splantowany i włączony w obszar sąsiedniej nekropolii. 
Na cmentarzu znajduje się neogotycka, sześciokątna dzwonnica przeniesiona tu z cmentarza więziennego. Pośrodku cmentarza, przy głównej alei jest kaplica cmentarna, prostokątny budynek z gzymsem.